# Тосканелли, Паоло

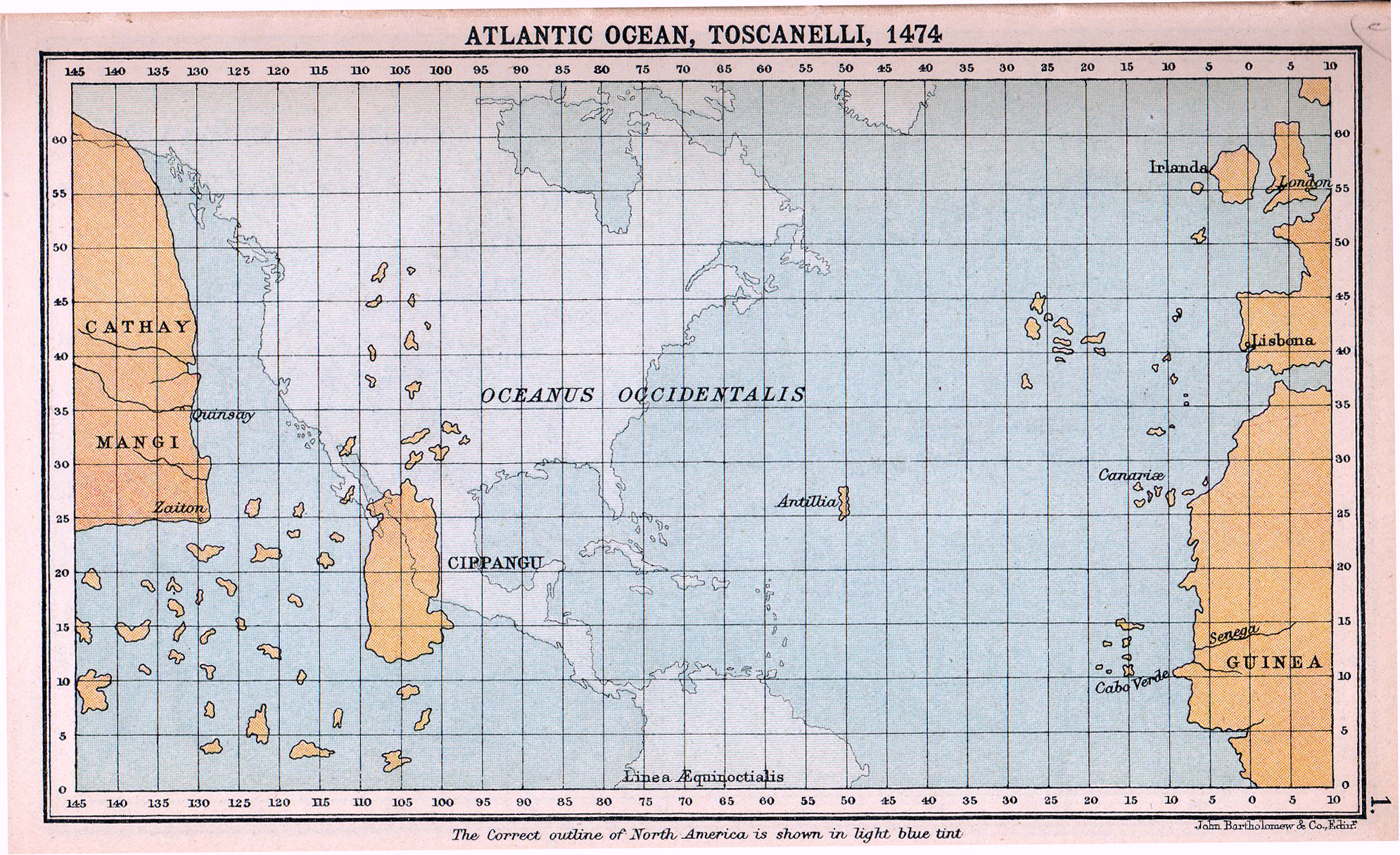
Современная карта и версия карты Тосканелли. Северная и Южная Америка изображены светло-голубым.

Па́оло даль По́ццо Тоскане́лли (итал. Paolo dal Pozzo Toscanelli, 1397 — 10 мая 1482) — флорентийский учёный в области астрономии, медицины, географии и математики. Учился в Падуанском университете, был дружен с Николаем Кузанским, перевёл «Географию» Птолемея. Был хранителем библиотеки, которая была основана во Флоренции гуманистом Никколо Никколи для общегражданского пользования. Исследователь трудов древних и средневековых космографов, убеждённый сторонник учения о шарообразности Земли. Им была выдвинута идея о возможности достижения Индии западным путем. С помощью гномона определял моменты солнцестояния. Являлся критическим редактором астрологических элементов в астрономических «Альфонсовых таблицах» (XIII в.).

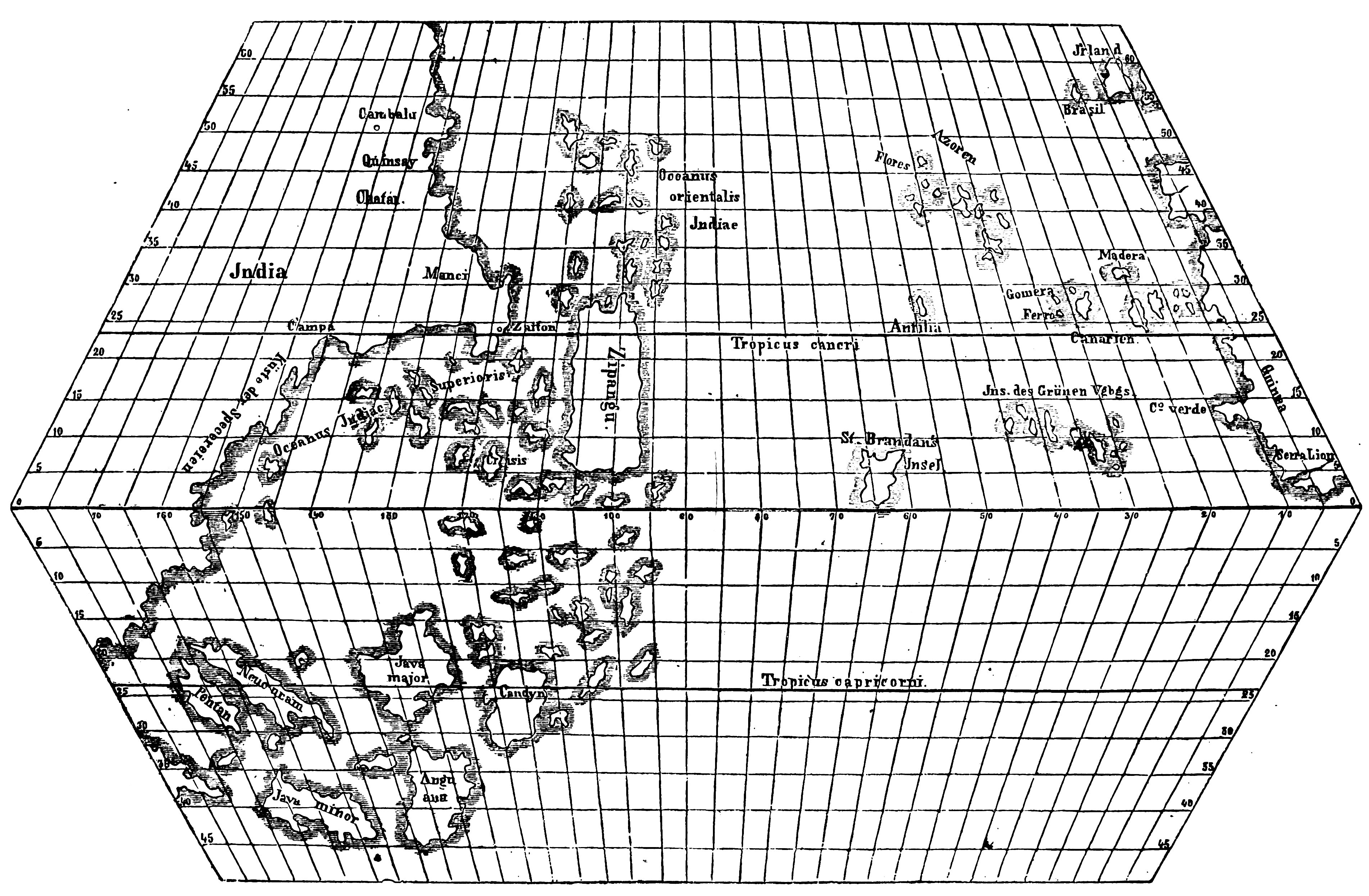
Реконструкция карты Тосканелли.

Наиболее известен благодаря переписке с Колумбом: как считается, Тосканелли в 1474 году отправил ко двору португальского короля письмо о том, что, поскольку Земля — шар, до Индии можно добраться морским путём через Атлантический океан, с приложением карты Земли, для которой впервые была использована градусная сетка, — это письмо попало в руки Колумбу (или Колумб, узнав о нём, попросил Тосканелли прислать ему копию). Как известно, Тосканелли ошибся в расчётах, вдвое увеличив длину Азии и соответственно сократив предположительную протяжённость океана между Лиссабоном и Японией, — иногда эту ошибку называют величайшей ошибкой в истории человечества, поскольку она привела к величайшему открытию. Возможно, Тосканелли значительно преуменьшил размеры Земли при составлении своей карты. Впрочем, версий сюжета с перепиской между Колумбом и Тосканелли довольно много, и его достоверность ставится под сомнение.
В области астрономии Тосканелли проводил систематические измерения положения комет относительно звёзд, занимался проблемами морской навигации по звёздам. Тосканелли построил в соборе Святой Марии де Фиоре во Флоренции гномон, при помощи которого с точностью до полусекунды определялся полдень местного времени, — эти измерения потребовались ему для вычисления длины земного меридиана, а на основании этих вычислений и была составлена карта мира в претендующих на достоверность пропорциях.

## Память
В 1976 г.  Международный астрономический союз присвоил имя Тосканелли кратеру на видимой стороне Луны.